# Astragalus ensiformis
Astragalus ensiformis es una especie de planta del género Astragalus, de la familia de las leguminosas, orden Fabales.

## Distribución
Astragalus ensiformis se distribuye por Estados Unidos (Arizona y Utah).

## Taxonomía
Fue descrita científicamente por M. E. Jones. Fue publicado en Proceedings of the California Academy of Sciences 2, 5: 658 (1895).